# Война асов и ванов

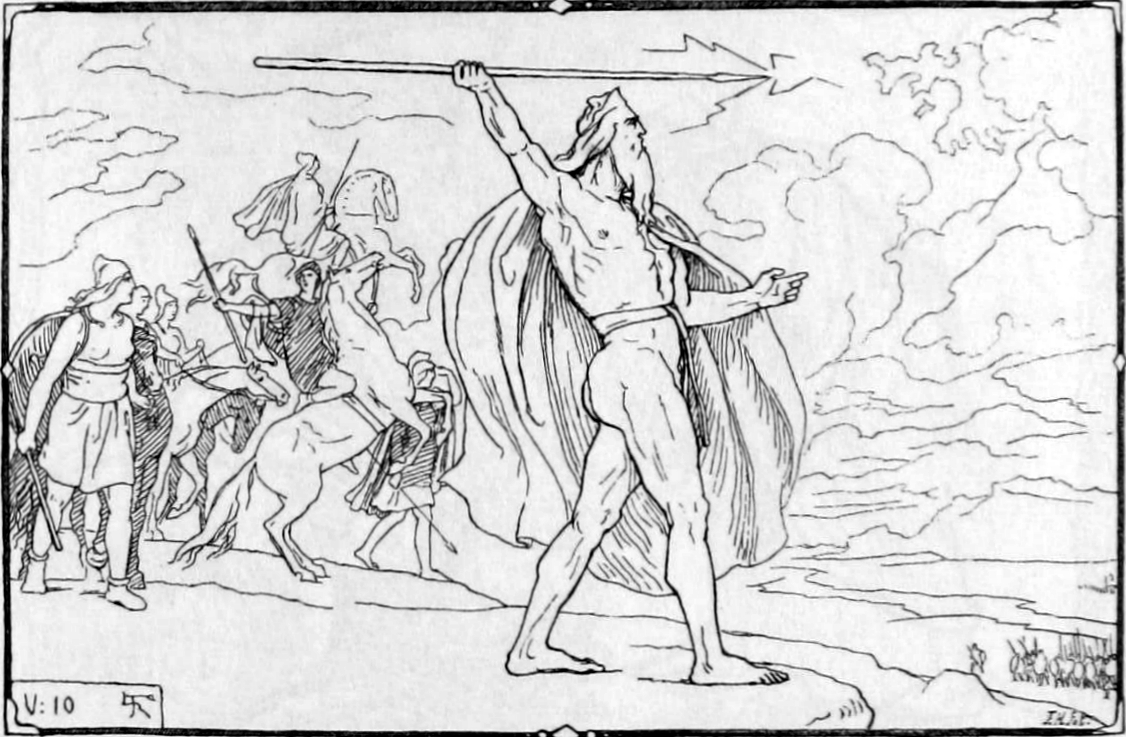
Начало войны асов и ванов.

Война асов и ванов — одно из ключевых событий в скандинавской мифологии, вооружённый конфликт между группами богов асов и ванов.
Война началась из-за попытки убийства асами колдуньи Гулльвейг, созданной ванами из золота и посланной в Мидгард (земли, населённые людьми), чтобы испортить нравы его обитателей (поскольку ваны были недовольны тем, что люди прославляют лишь асов). Ваны осадили Асгард, а сражение начал король асов Один, метнувший в ванов своё копьё. В ходе войны ваны разрушили стены Асгарда, однако в уличных боях асы стали одерживать верх. В итоге между асами и ванами был заключён мирный договор и произведён обмен заложниками: к ванам ушли Мимир и Хёнир, а к асам — Ньёрд, за которым последовали его дети, Фрейр и Фрейя. Данная война, согласно скандинавской мифологии, ознаменовала собой окончание золотого века.
Возможная связь этой войны с реальными историческими событиями древности до сих пор является предметом научных дискуссий. В частности, ряд исследователей проводит параллели между данной войной и мотивом похищения сабинянок в древнеримской мифологии.